# Lost Boys of Sudan
Als Lost Boys of Sudan (deutsch Verlorene Jungen aus dem Sudan) wird eine Gruppe von über 20.000 Kindern bezeichnet, die von ihren Familien getrennt vor dem Zweiten Bürgerkrieg im Südsudan (1983–2005) geflohen sind. Die meisten von ihnen waren Jungen im Alter von 7–17 Jahren.
Viele der Geflohenen gelangten zunächst zu Fuß in das mehrere Tausend Kilometer entfernte Äthiopien. Nach dem Ende des Äthiopischen Bürgerkriegs 1991 wurde ein Großteil erneut vertrieben und floh vor allem nach Kenia, unter anderem in das Flüchtlingslager Kakuma.